# 1884 en rugby à XV
Cette page présente les faits marquants de l'année 1884 en rugby à XV : les principales compétitions et évènements liés au rugby à XV et rugby à sept ainsi que les naissances et décès de grandes personnalités de ce sport.

## Principales compétitions
- Tournoi britannique (du 5 janvier au 12 avril 1884)

## Événements

### Janvier
- 5 janvier : le premier match de la deuxième édition du Tournoi britannique disputé au Cardigan Fields à Leeds voit l'Angleterre l'emporter sur le pays de Galles en raison d'un plus grand nombre d'essais marqués (trois contre un) alors que le match se termine sur un score de parité un partout[1],[2].
- 12 janvier : lors du deuxième match du Tournoi, l'Écosse s'impose à Rodney Parade chez les Gallois sur le score de 1 à 0. Les Écossais marquent un essai par Thomas Ainslie (en) et un drop par Augustus Grant-Asher (en)[3].

### Février
- 4 février : les Anglais remportent leur deuxième match en s'imposant 1 à 0 à Lansdowne Road chez les Irlandais[4].
- 16 février : l'Écosse gagne également son deuxième match en dominant l'Irlande à Raeburn Place, Édimbourg sur le score de 2 à 0. Les Écossais marquent quatre essais[5].

### Mars
- 1er mars : l'Angleterre remporte son dernier match au Rectory Field à Blackheath contre l'Écosse sur le score de 1 à 0[6]. Les Anglais réalisent une seconde Triple Couronne et remportent la deuxième édition du tournoi britannique.

### Avril
- 12 avril : dans le dernier match du Tournoi, le pays de Galles évite la dernière place en battant au National Stadium de Cardiff l'Irlande sur le score de 1 à 0[7]